# Xironga
Xironga (auch XiRonga, Shironga, Gironga) ist eine afrikanische Sprache, die zum Tswa-Ronga-Unterzweig des Südzweiges der Bantusprachen gehört. Die Sprache ist durch ein leicht reduziertes System von acht Nominalklassen gekennzeichnet. Xi bezeichnet die Nominalklasse für Sprachen und Werkzeuge.

## Verbreitung und Varianten
Xironga wird von etwa 400.000 bis 650.000 Menschen in der Provinz Maputo in Mosambik und von einigen 10.000 in Südafrika gesprochen, die alle zur Ethnie der Ronga gehören.
Zum Xironga gehören die Dialekte Konde, Putru und Kalanga. Xironga ist gut verständlich für Tsonga (Shitsonga) und teilweise auch für Tswa (Shitswa) sprechende Menschen. Manche Afrikanisten halten Xironga für einen Dialekt des Xitsonga, der sich durch portugiesische Einflüsse aus der Großstadt Maputo entwickelt hat.
In Xironga erschienen neben Bibelübersetzungen auch einige andere Bücher. Die Sprache ist bisher jedoch nicht standardisiert.